# Кипровина
Кипровина, врбица, врбовица (лат. Epilobium anguistifolium, син. Chamaenerium angustifolium) је биљка из породице пупољки (Onagraceae). 
- Порекло научног имена:

- рода од грчког epi = на и lobium= љуска, махуна (зато што се на плоду задржава цветни омотач);
- врсте од лат. angustus= узан и folium=лист (усколистан).
- Синоними:

- Chamaenerion angustifolium (L.) Scop.
- Epilobium spicatum Lam.

## Опис биљке
Стабло је неразгранато, голо и усправно, а при врху црвенкасте боје. На њему су спирално распоређени ланцеласти листови на кратким дршкама или седећи, дужине 10 - 15 cm, а ширине 1 - 2 cm (највише до 4 cm). Цветови су сакупљени у дугачке гроздасте цвасти. Незнатно су зигоморфни и у пречнику широки 1,5 - 2 cm. Круницу чини 4 објајаста или округла листића различите величине, два горња су већа од доњих. Чашичних листића такође има 4, линеарно-ланцеластог су облика и најчешће су исте дужине као крунични листићи. Плод је уска, четвороугласта чахура дужине 4-8 cm и црвене боје. Отвара се пуцањем на четири дела који се савијају уназад и ослобађају велики број семена са дугачким, белим чуперцима.

## Станиште и распрострањеност
Расте на шумским чистинама и паљевинама од низина па до субалпског и алпског појаса. Воли свежа, хранљива, богата нитратима земљишта. Распрострањена је скоро у целој Азији, Северној Америци и Гренланду, а у Европи северно до Норвешке и Исланда.

## Употреба
Кипровина, Кипреј, Циперје, Ноћурак, Врболика, Врбова ружица или Свиловина вишегодишња је, преко метар, па и два висока самоникла биљка, с дугим пузећим поданком и врежама. Позната је као копорски чај (по селу Копор, близу данашњег Петрограда у Русији). Садржи флавоноиде, пектин, танин, тритерпенске киселине, слузи и витамине.
Адаптогена је. Има антизапаљенске, седативне, експеторантне и регенеративне особине. Изоловано је антитуморско средство ханерол. Употребљава се и као свежа биљка, тако да се од пролећа до јесени може уживати у посебном укусу младих изданака, листова и поданака. Тако се сасвим млади слаткасти пролећни изданци, заједно с ризомом, у априлу и у мају могу приредити као шпаргла. За јело су одлични и сочни врхови младих стабљика и млади киселкасти листови. У неким земљама (раније Русија) листови кипровине су се додавали кинеском чају.
Поред тога, врболика се убраја у најважније дивље медоносне биљке: даје веома популарну белу врсту меда.
Припрема чаја: супену кашику иситњених сувих листова прелити са 250 мл кипуће воде, поклопити, оставити да одстоји 30 минута а затим процедити. Дневно пити три пута по шољу чаја, пре главних оброка, са додатком меда, или без њега.

## Галерија
- цветови
- цвасти
- распукли плодови и семена
- вршни део са плодовима и семенима
- хабитус
- Шумска чистина Биоградске горе
- Биоградска гора